# Tugu Kecil
Tugu Kecil is een bestuurslaag in het regentschap Prabumulih van de provincie Zuid-Sumatra, Indonesië. Tugu Kecil telt 3859 inwoners (volkstelling 2010).